# Clark Gable
William Clark Gable (Cadiz, Ohio, 1 de fevereiro de 1901 — Los Angeles, Califórnia, 16 de novembro de 1960) foi um ator estadunidense, muitas vezes referido como "O Rei de Hollywood". Ele teve papéis em mais de 60 filmes de variados gêneros durante uma carreira que durou 37 anos, três décadas dos quais atuou como protagonista. Gable morreu de ataque cardíaco aos 59 anos; sua última aparição na tela foi como um caubói em "The Misfits", lançado postumamente em 1961.
Nascido e criado em Ohio, Gable viajou para Hollywood, onde começou sua carreira no cinema como figurante em filmes mudos entre 1924 e 1926. Ele progrediu para papéis coadjuvantes nos filmes da Metro-Goldwyn-Mayer, e seu primeiro papel principal em "Dance, Fools, Dance" (1931) foi ao lado de Joan Crawford, que o pediu para o papel. Seu papel no drama romântico "Red Dust" (1932), com Jean Harlow, símbolo sexual da época, fez dele o maior astro da MGM. Gable ganhou o Oscar de melhor ator pela comédia romântica "It Happened One Night" (1934), de Frank Capra, com a co-estrela Claudette Colbert. Ele foi novamente indicado ao prêmio por seus papéis como Fletcher Christian em "Mutiny on the Bounty" (1935), e como Rhett Butler ao lado de Scarlett O'Hara, personagem de Vivien Leigh, em "Gone with the Wind" (1939). Gable continuamente adquiriu sucesso comercial e crítico com "Manhattan Melodrama" (1934), "San Francisco" (1936), "Saratoga" (1937), "Test Pilot" (1938), e "Boom Town" (1940), três dos quais co-estrelou com Spencer Tracy.
Gable passou dois anos como cinegrafista aéreo e artilheiro de bombardeiros na Europa durante a Segunda Guerra Mundial. Embora os filmes em que participou após seu retorno não tenham sido elogiados pela crítica, ainda se saíram bem nas bilheterias. Ele experimentou um renascimento crítico com "The Hucksters" (1947), "Homecoming" (1948) e "Mogambo" (1953), que contou com a novata Grace Kelly. Mais tarde, estrelou faroestes e filmes de guerra, como "Run Silent, Run Deep" (1958) com Burt Lancaster, e em comédias e dramas que o emparelhou com uma nova geração de protagonistas femininas, como Doris Day em "Teacher's Pet" (1958), Sophia Loren em "It Started in Naples" (1960) e Marilyn Monroe em "The Misfits" (1961).
Gable foi um dos mais consistentes artistas de bilheteria da história, aparecendo dezesseis vezes no "Top-Ten Money-Making Stars Poll" ("As Dez Estrelas Que Mais Faturam"), do Quigley anual. Foi nomeado a sétimo maior astro do cinema clássico estadunidense pelo Instituto Americano de Cinema. Ele apareceu ao lado de algumas das atrizes mais populares de seu tempo. Joan Crawford foi sua atriz favorita para trabalhar, e co-estrelou oito produções ao lado dela. Atuou com Myrna Loy sete vezes, e foi escalado outras seis para trabalhar com Jean Harlow. Também estrelou ao lado de Lana Turner em quatro filmes, e em outros três com Norma Shearer e Ava Gardner.

## Biografia
Gable era filho do fazendeiro e perfurador de petróleo William Henry Gable, e de Adeline Hepshelman, descendente de alemães e irlandeses.
Com alguns meses de vida, Clark perdeu sua mãe, devido à fragilidade, às condições do parto que a debilitaram, e à epilepsia; há a probabilidade de ela ter falecido de um tumor cerebral. Antes de morrer, a mãe o batizou na religião católica, mas após sua morte, o lado paterno da família não aceitou tal batismo, criando problemas com a família de Adeline, problemas esses que só foram resolvidos quando o pai o mandou para morar com o tio materno, Charles Hershelman, em Vernon, na Pensilvânia. Até os dois anos, Clark esteve sob cuidados dos tios maternos, e então seu pai o levou de volta para Hopedale, Ohio. O pai casara novamente, em abril de 1903, com a chapeleira Jannie Dunlap, mulher culta e gentil que criou Clark como se fosse seu filho.
Gable cursou a Hopedale Grade School, depois a Edinburg High School. Fazia parte de um time esportivo, além de tocar trompete no colégio. Um de seus amigos, Andy Means, conseguira emprego em uma fábrica de pneus, B. F. Goodrich, em Akron, e Gable resoveu acompanhá-lo, abandonando os estudos aos dezesseis anos.
Em Akron, assistiu à peça "The Bird of Paradise", e decidiu que queria ser ator; conseguiu um pequeno trabalho, à noite, na companhia teatral, como "moço de recados". Após um ano, sua madrasta morreu e Clark, acompanhado do pai, foi a contragosto para os campos petrolíferos de Tulsa. Chegou a trabalhar com petróleo, e como domador de cavalos, mas não deixou de lado sua ideia de se tornar ator. Aos 21 anos, herdou do avô 300 dólares e abandonou os negócios do pai, indo para Kansas City. O pai, frustrado, chegou a ficar 10 anos sem falar com Clark.
Em Kansas City, Clark se filiou a uma companhia de teatro ambulante, a Jewell Players, que acabou se dissolvendo após 2 meses; então, partiu para o Óregon, e no caminho chegou a ser vendedor de gravatas numa loja de departamentos, Meier & Frank. Um colega da loja, Earle Larrimore, estava para se juntar a um pequeno grêmio teatral de partida para Astoria, e Gable os acompanhou. Uma das integrantes do grupo, a atriz Franz Dorfler, apaixonou-se por ele, e chegaram a ficar noivos, mas não casaram-se. Posteriormente, Dorfler escreveria um artigo denominado "Eu fui namorada de Billy Gable", publicado no livro "The Films of Clark Gable", de Gabe Essoe.
Em Portland, no Óregon, Gable trabalhou para um jornal e para uma companhia telefônica, enquanto tomava lições de canto. Filiou-se a outro grupo de teatro, dirigido pela ex-atriz Josephine Dillon, 14 anos mais velha que ele, mas que o influenciaria muito. Josephine ensinou-lhe postura, entonação, representação, pagou para arrumar seus dentes e seu estilo de cabelo, preparando-o para a carreira cinematográfica.

## Carreira

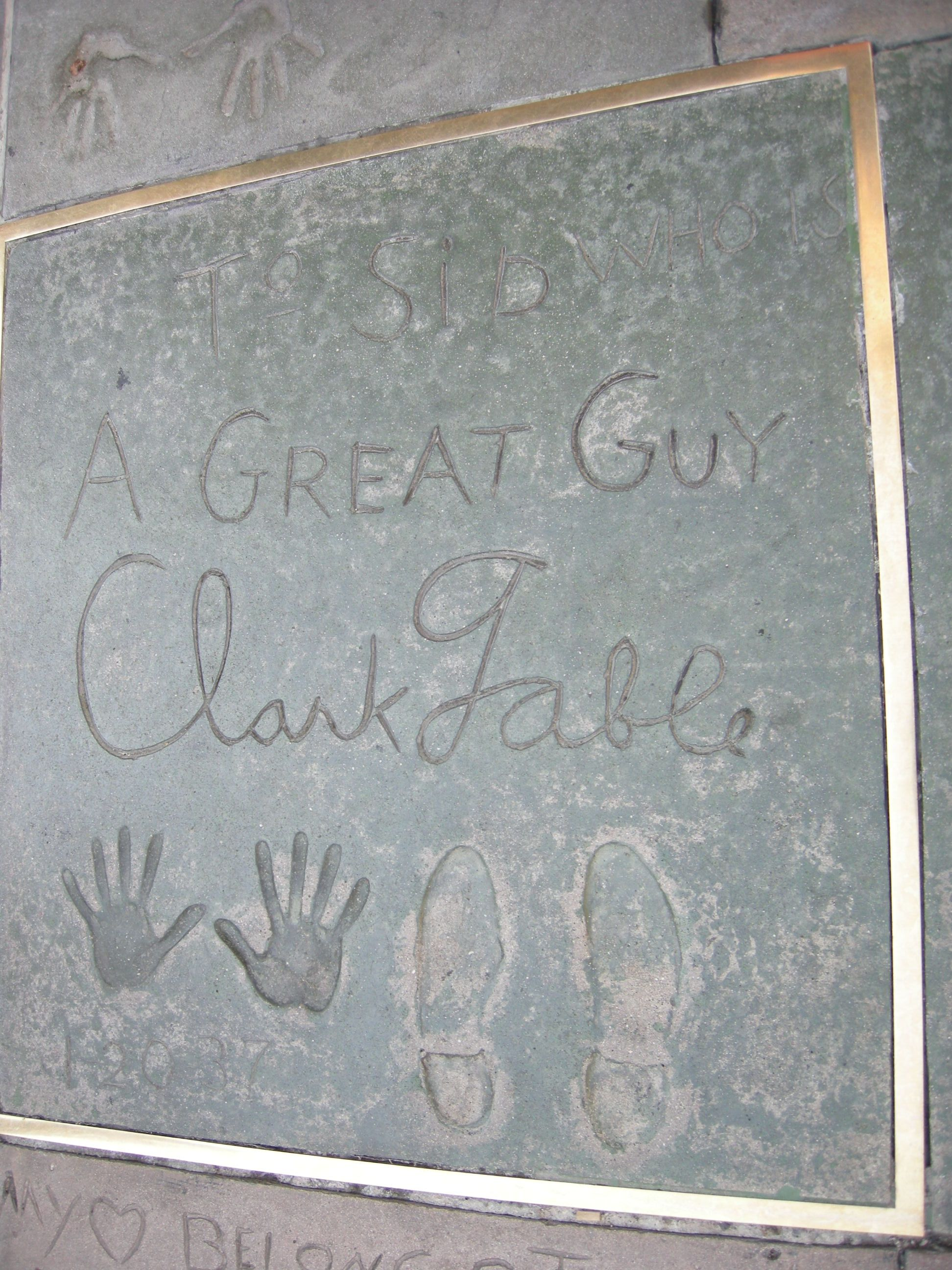
Pegadas e assinatura de Gable na Calçada da Fama do Teatro Chinês de Grauman.

Em 1924, quando Josephine Dillon foi para Hollywood, Gable a seguiu, e em 13 de dezembro daquele ano, estavam casados. Ele trocou seu nome, na época, de W. C. Gable para Clark Gable. Com a influência de Josephine, conseguiu participação como figurante em filmes como "The Plastic Age" (1925), estrelado por Clara Bow, "Forbidden Paradise" (1924), e uma série intitulada "The Pacemakers".
Entre 1927 e 1928, Gable atuou com a Laskin Brothers Stock Company, em Houston, onde fez diversos papéis, ganhando considerável experiência e se tornando um ídolo local. Gable, então, foi para Nova Iorque, e conseguiu trabalho na Broadway. O Morning Telegraph considerou: "He's young, vigorous and brutally masculine" ("Ele é jovem, vigoroso e brutalmente masculino").
Em 1930, após uma impressionante atuação como Killer Mears na peça teatral "The Last Mile", bancada por sua esposa, em Los Angeles, Gable teve ótima recepção da crítica, o que lhe angariou vários testes para o cinema. Um desses testes ficou famoso, quando Darryl F. Zanuck o testou para o papel em "Little Caesar" (1931), e o rejeitou, alegando: "Ele não serve para o cinema. As orelhas são grandes e se parece com um macaco".
A agente Minna Wallis, irmã de Hal Wallis, viu o teste e ficou impressionada, levando-o para a Pathé, onde seu primeiro papel em um filme sonoro foi o de vilão no western de William Boyd denominado "The Painted Desert" (1931). Ele recebeu, na época, diversas cartas de fãs, como resultado de sua voz e atuação.
Gable despertou o interesse da Metro-Goldwyn-Mayer, que resolveu confiar a ele um papel em "The Easiest Way" (1931), ao lado de Constance Bennett, Robert Montgomery e Anita Page. Seu nome, porém, era o último dos creditados. Seu sucesso fez com que a MGM renovasse seu contrato por 2 anos.
Após alguns papéis de vilão em diversos filmes, tais como em "Dance, Fools, Dance", "The Secret Six", "The Finger Points", e "Laughing Sinners" (todos de 1931), Gable alcançou fama como o marginal de "A Free Soul" (1931), quando dominou o filme ao lado de Norma Shearer. Houve, inclusive, tentativas do então marido da atriz, Irving Thalberg, em tentar modificar o roteiro, distanciando-o de Shearer o máximo possível.
Louis B. Mayer e o diretor de publicidade Howard Strickling, que se tornaria um dos grandes amigos de Gable, tiveram a ideia de lançar um novo tipo de galã, movido menos pelo romantismo e mais pelo cinismo, domínio e sex-appeal agressivo, características mais compatíveis com o período de violência e agitação da Grande Depressão. Gable abriu as portas, portanto, para outros heróis do período, tais como James Cagney, Humphrey Bogart, Spencer Tracy e George Raft.

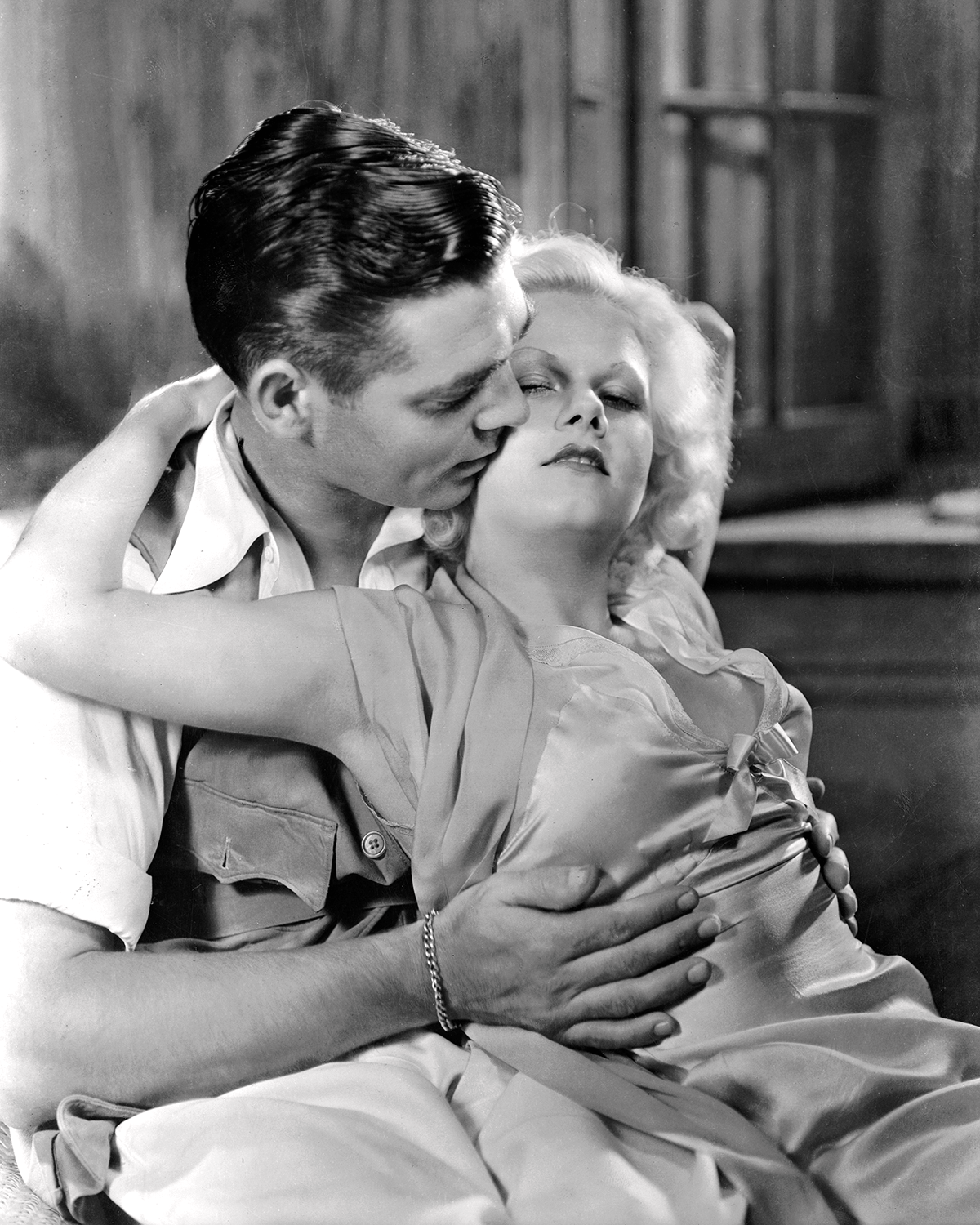
Gable in his star-making turn with Jean Harlow in Red Dust (1932)

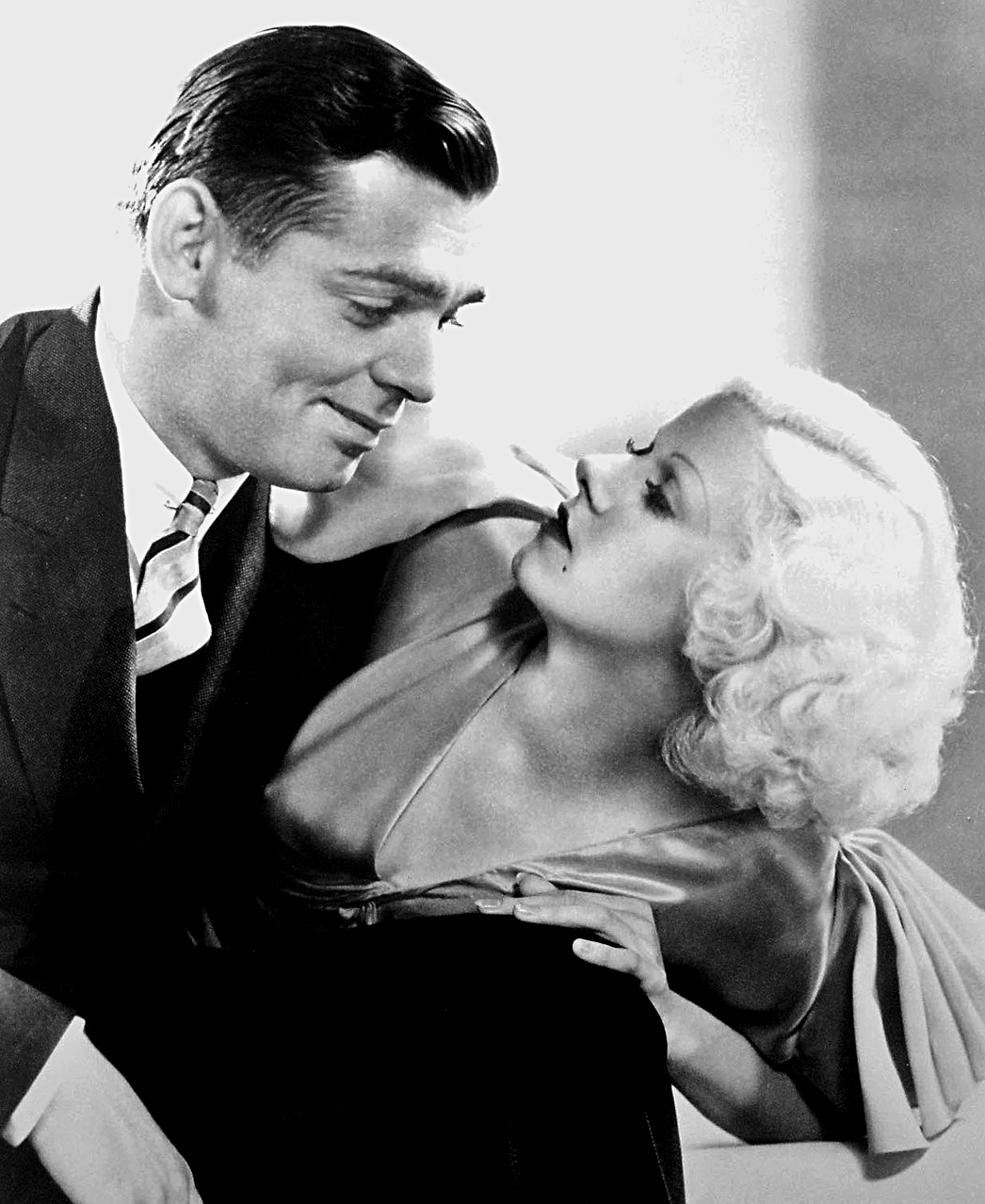
Gable e Harlow em "Hold Your Man" (1933)

Gable chegou a estrelar a comédia romântica "Red Dust" (1932), com Jean Harlow, situado em uma plantação de borracha na Indochina. Gable interpretou um gerente de plantação envolvido com uma prostituta espertalhona, papel de Harlow; no entanto, após sua chegada, o personagem de Gable começou a perseguir a moça recém-casada recatada e elegante de Mary Astor. Enquanto alguns críticos pensaram que Harlow roubou o show, muitos concordaram que Gable era seu parceiro natural das telas.
O personagem de Gable, ao lado da personagem de Jean Harlow em "Red Dust", fez dele o ator de romances mais importante da MGM. Com Gable estabelecido como um astro, a MGM o escalou, da mesma maneira que com Harlow, ao lado de Myrna Loy – uma atriz anteriormente menos cotada – em "Night Flight" (1933), e depois em "Men in White" (1934), um filme filmado em 1933 que teve seu lançamento atrasado devido ao pre-Code ocorrido nos Estados Unidos. O papel de médico (Gable) e enfermeira (Loy) implicou intimidade com uma complicação resultante da gravidez, um assunto delicado e uma nova imagem para Gable.
Gable e Harlow se uniram novamente em "Hold Your Man" (1933), em "China Seas" (1935) – em que o par foi anunciado juntamente com o co-astro Wallace Beery – e "Wife vs. Secretary" (1936), com Myrna Loy co-estrelando e o novato James Stewart no elenco secundário. Uma combinação popular na tela e fora dela, Gable e Harlow fizeram seis filmes juntos em cinco anos. O último foi "Saratoga" (1937), um sucesso maior do que suas colaborações anteriores. Harlow morreu durante a produção. O filme estava noventa por cento completo, e as cenas restantes foram filmadas com planos gerais ou com o uso de dublês, como Mary Dees; Gable disse que se sentia como se estivesse "nos braços de um fantasma".:179

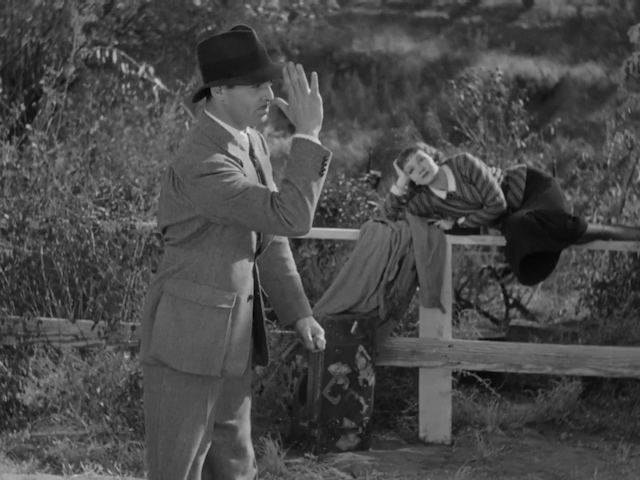
Gable ao lado de Claudette Colbert em "It Happened One Night" (1934).

Em 1933, devido às suas insubordinações e tentativas de escolher papéis, Gable foi cedido, como "castigo", para a então modesta Columbia, para o papel do repórter Peter Warne no premiado "It Happened One Night", de Frank Capra, o qual lhe rendeu o Oscar de melhor ator. Anteriormente, Robert Montgomery havia sido cogitado para o papel de Warne, mas recusou por achar o roteiro pobre em conteúdo. Há uma lenda persistente de que Gable exerceu um profundo efeito sobre a moda masculina da época, quando, no mesmo filme de 1934, apareceu em uma cena sem camiseta. Ao retirar sua veste, contrariou o costume então vigente. Vendedores de roupas masculinas de todo o país confirmaram que houve uma queda na venda de camisetas nesse período. A carreira de Gable foi revitalizada por seu desempenho caprichoso e bem-humorado e, para Capra, o personagem de Gable no filme se parecia muito com sua personalidade real:
"It Happened One Night é o verdadeiro Gable. Ele nunca foi capaz de interpretar esse tipo de personagem, exceto por aquele filme. Eles o fizeram interpretar esses grandes amantes masculinos, mas ele não era esse tipo de cara. Ele era um cara pé no chão, adorava tudo, se dava bem com as pessoas comuns. Não queria fazer aqueles grandes papéis de amante; ele só queria interpretar Clark Gable, do jeito que ele estava em It Happened One Night, e é uma pena que eles não o deixaram continuar com isso".
Gable, transformado por Capra em grande comediante, fugia assim do estereótipo de galã machão que até então utilizara, transformando-se no galã romântico de "Chained", "Forsaking All Others" e "After Office Hours"; no interno de "Men in White"; no facínora de "Manhattan Melodrama"; no aventureiro de "China Seas" e "Call of the Wild", e em Fletcher Christian de "Mutiny on the Bounty", que lhe rendeu uma nova indicação ao Oscar.

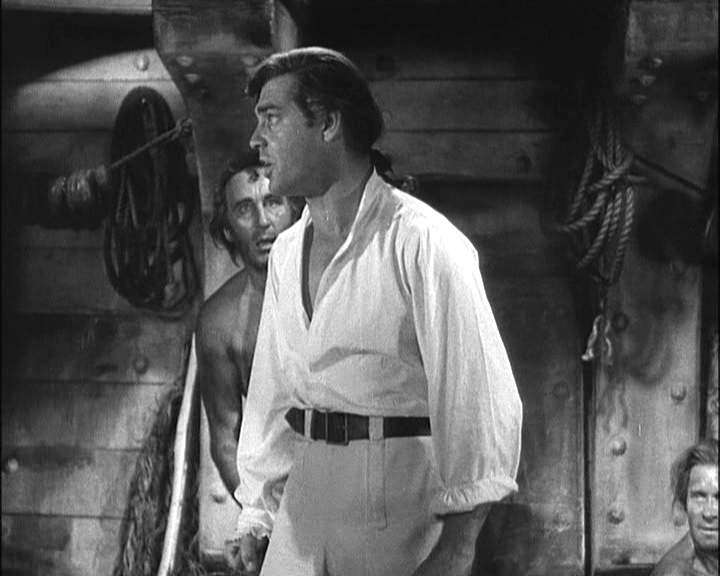
Gable como Fletcher Christian no trailer de "Mutiny on the Bounty" (1935).

Apesar de sua relutância em fazer o papel de Rhett Butler em "Gone With the Wind" (1939), Gable ficou mais conhecido por esse papel, rendendo-lhe novamente uma indicação ao Oscar. Gable era cogitado para o papel de Rhett Butler, não apenas pela opinião do público, que o escolhera por votação em um concurso da revista Photoplay para o papel, mas também pelo produtor David O. Selznick, que tivera sua primeira negociação com Errol Flynn embargada pela Warner Brothers, que não queria ceder Flynn sem Bette Davis (sendo que Davis recusara trabalhar com Flynn).
A negociação de Gable, porém, era difícil, por ser contratado da MGM, pertencente ao sogro de Selznick, Louis B. Mayer, com o qual Selznick tinha problemas por ter saído da MGM e se filiado à United Artists, formando a Selznick International. A MGM acabou aceitando ceder Gable, em troca da distribuição mundial do filme. Para ter Gable no filme, Selznick teria pago à MGM cerca de 40 milhões de dólares. Gable, na verdade, nunca pretendeu fazer o papel de Butler, e levou muito tempo para ler o livro "Gone With the Wind", lendo-o mais por insistência de Carole Lombard e dos amigos. No entanto, para o universo popular, Gable é mais conhecido, até os dias atuais, pelo seu papel neste filme.
Após voltar da Segunda Guerra Mundial, continuou fazendo filmes para a MGM, e seu primeiro filme, então, foi "Adventure" (1945), ao lado de Greer Garson, que não fez muito sucesso, iniciando o período de declínio de sua carreira. Seus últimos filmes para a companhia foram "Mogambo" (1953) e "Betrayed" (1954).
Em 1955, foi contratado pela 20th Century-Fox, fazendo dois filmes, "O Aventureiro de Hong Kong" e "The Tall Men". Posteriormente, experimentou produzir seus próprios filmes, mas não obteve sucesso e desistiu, assinando contrato com a Warner Bros. e depois com a Paramount.
O último filme de Gable foi "The Misfits" (1961), escrito por Arthur Miller, dirigido por John Huston, e co-estrelado por Marilyn Monroe, Eli Wallach, e Montgomery Clift. Este é, também, o último filme completo gravado por Monroe.
Ao longo de sua carreira de 30 anos, Gable fez 67 filmes, sem contar as figurações em alguns filmes da época do cinema mudo.

## Vida pessoal
Em 1933, Gable se iniciou na Maçonaria, na Loja No. 528, em Beverly Hills, Califórnia.

### Casamentos e filhos

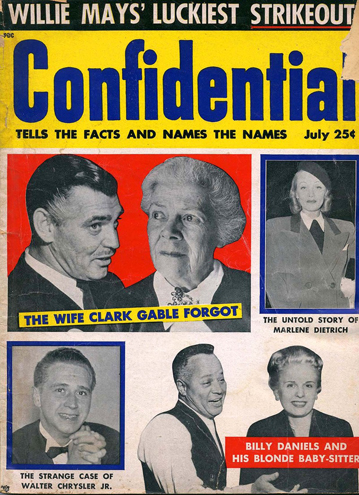
Artigo sobre a primeira esposa de Gable, Josephine Dillon, na revista Confidential, 1957

Em 1930, divorciou-se de Josephine Dillon e, em viagem a Houston, conheceu uma rica socialite do Texas, 17 anos mais velha do que ele, Rhea Franklin Prentiss Lucas Langham, que se tornou sua companhia constante, ensinando-o a se vestir como um nova-iorquino, com chapéu-coco, polainas e bengala. Eles viriam a se casar em poucos dias, em 30 de março de 1930, mas em junho de 1931 casaram-se novamente, na Califórnia, provavelmente devido às dúvidas pela diferença de leis entre os estados.
Ao trabalhar em "Call of the Wild" (1935), de William Wellman, Gable envolveu-se com Loretta Young, com quem teve um caso extraconjugal que resultou no nascimento de uma filha, Judy Lewis. Na época, Loretta relatava ter adotado a menina, com alguns meses de idade.
Acabou se divorciando de Rhea em 1939. Emprestado à Paramount em 1932 para fazer "No Man of Her Own", contracenou com Carole Lombard, na época casada com William Powell, e se tornou seu admirador. Lombard, posteriormente, se divorciou, e o interesse de Gable aumentou. Menos de um mês após o divorciar-se de Rhea, Gable casou-se com Carole Lombard em 29 de março de 1939, em Kingman, no Arizona. Era no período da Segunda Guerra Mundial, e Gable foi nomeado pelo Presidente Franklin Roosevelt como Presidente do Comitê de Hollywood, e Carole foi incluída na primeira viagem pelo esforço de guerra. Em janeiro de 1942, o avião em que Carole e sua mãe estavam caiu, a 50 km a sudoeste de Las Vegas, Nevada, matando todos a bordo. Gable sentiu para sempre a perda de Lombard, e em 1976 foi feito um filme, "Gable and Lombard", contando sobre a história do casal.
Um mês após Lombard ter falecido, Gable ainda trabalhou em "Somewhere I'll Find You" com Lana Turner. Ele ficou devastado com a morte de Carole e viveu o resto da vida, a despeito dos outros casamentos que teve, na casa em que morara com a atriz, em Encino, na Califórnia. Ele voltou a casar e trabalhou em mais 27 filmes, "but he was never the same" ("mas ele nunca mais foi o mesmo"), comentou, certa vez, Esther Williams. "His heart sank a bit" ("Seu coração afundou-se um pouco").
Em seguida, Gable serviu como voluntário na Europa durante a Segunda Guerra Mundial. Adolf Hitler tinha Gable como seu ator preferido, e durante a Guerra, ao saber de sua presença no front, ofereceu uma recompensa para a sua captura. Após sua volta, recebeu a Cruz de Distinção em Voo, e a Medalha do Ar, por "feitos excepcionalmente meritórios em cinco diferentes missões de combate em bombardeiros". Em 1944, foi promovido a major e desmobilizado.

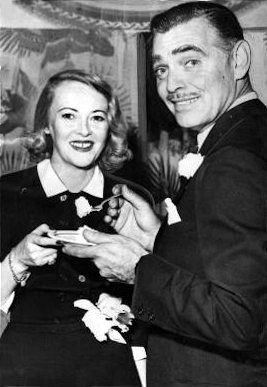
Com Sylvia Ashley, sua quarta esposa.

Após seu terceiro divórcio, Joan Crawford e Gable tiveram um breve relacionamento. Depois, houve ainda um breve romance com Paulette Goddard, e em 1949, casou-se com Sylvia Ashley, viúva de Douglas Fairbanks e Baronesa de Alderly. O casamento teve curta duração e eles se divorciaram em 1952.
Em julho de 1955, casou-se com um antigo amor, Kathleen Williams Spreckles, 15 anos mais nova, tornando-se padrasto de seus dois filhos, Joan e Adolph Spreckels III. Viveu com Kathleen até o final de sua vida.
Em 16 de novembro de 1959, Judy Lewis, sua filha com Loretta Young, deu à luz Maria, a primeira neta de Gable.
Em 1960, sua esposa, Kathleen, descobriu que estava esperando o primeiro filho do casal. Mas Gable não viveria para ver o nascimento da criança, John Clark Gable, em 20 de março de 1961, que nasceu no mesmo hospital que seu pai falecera quatro meses antes. Marilyn Monroe participou do batismo do filho de Gable.

### Doença e morte

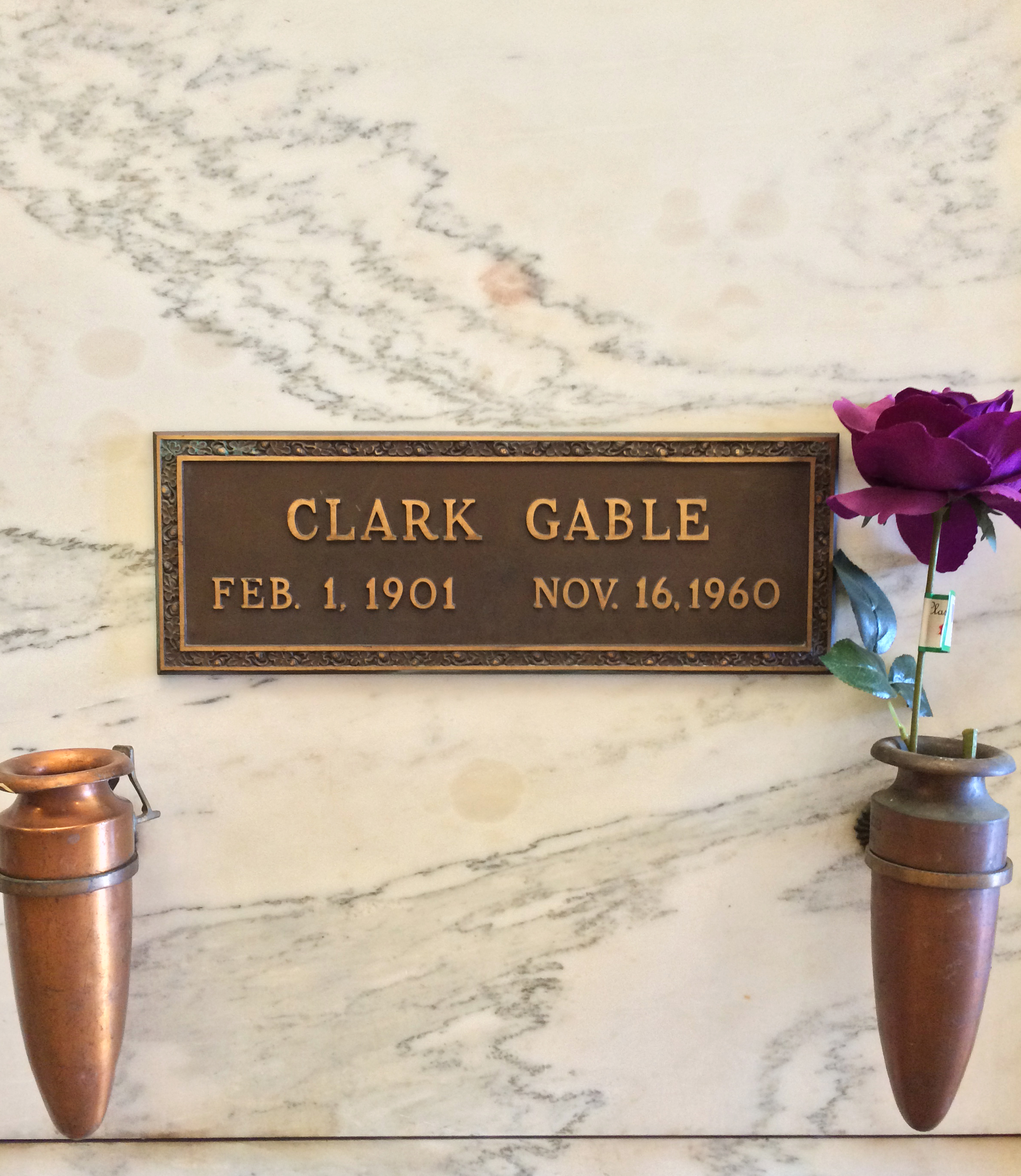
Cripta de Gable no santuário de The Great Mausoleum em Forest Lawn, Glendale.

Em 6 de novembro de 1960, Gable foi enviado para o Centro Médico Presbiteriano de Hollywood, em Los Angeles, onde os médicos descobriram que ele havia sofrido um ataque cardíaco. Relatórios de jornais no dia seguinte listaram sua condição como satisfatória. Na manhã de 16 de novembro, ele parecia estar melhorando, mas morreu naquela mesma noite, aos 59 anos, com um segundo ataque cardíaco causado por uma infecção. A equipe médica não executou RCP por medo de que o procedimento prejudicasse o coração de Gable, e um desfibrilador não foi disponibilizado.
Gable foi enterrado no mesmo santuário que havia construído para Carole Lombard e sua mãe, no The Great Mausoleum, em Forest Lawn Memorial Park, Glendale, Califórnia. Um guarda de honra e um portador de caixão militar, Spencer Tracy e James Stewart estavam presentes. Vinte e dois anos depois, Kathleen Gable foi enterrada juntamente com seu finado marido.
Em 1989, a casa de Gable em Los Angeles, Califórnia, foi comprada pelo cantor alemão Thomas Anders e sua esposa, Nora Balling.

## Estilo e recepção
Em um ensaio fotográfico de estrelas de cinema de Hollywood, a revista Life disse: "Todo homem... e mais alguns."
Doris Day resumiu a personalidade única de Gable: "Ele era tão masculino quanto qualquer homem que eu já conheci, e tanto um menino quanto um homem adulto poderia ser – foi essa combinação que teve um efeito tão devastador nas mulheres".:352
Oito vezes co-estrelando em seus filmes, a amiga de longa data e romance intermitente, Joan Crawford concordou, afirmando no programa de David Frost em janeiro de 1970, que: "Ele era um rei onde quer que fosse. Ganhou o título. Andava como um, se comportava como um, e ele era o homem mais masculino que eu já conheci na minha vida. Gable tinha bolas."

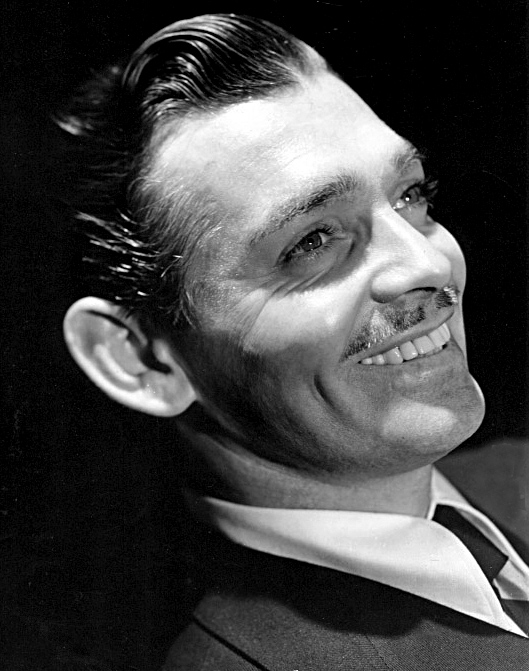
Gable em 1938.

Robert Taylor disse que Gable "foi um grande, grande cara, e certamente uma das grandes estrelas de todos os tempos, se não o maior. Acho que duvido sinceramente que algum dia haja outro como Clark Gable; ele era único."
Em seu relato de memórias Bring on the Empty Horses, David Niven afirma que Gable, um amigo próximo, foi extremamente solidário após a morte súbita e acidental da primeira esposa de Niven, Primula (Primmie), em 1946. Primmie havia apoiado Gable emocionalmente após a morte de Carole Lombard quatro anos antes: Niven  relembra Gable ajoelhado aos pés de Primmie e soluçando enquanto ela o segurava e o consolava. Também afirma que Arthur Miller, autor de "The Misfits", descreveu Gable como "o homem que não sabia odiar".
Gable foi criticado por alterar aspectos de um roteiro que ele sentiu estar em conflito com sua imagem. O roteirista Larry Gelbart, como citado na biografia James Garner, afirmou que Gable, "...  recusou-se a afundar com o submarino, porque Gable não afunda." (Em referência ao filme "Run Silent, Run Deep"). O autor do livro de mesmo nome, Com. Edward Beach Jr. observou que mudanças deviam ser feitas entre a equipe para obter audiência em Hollywood. Uma sequência de batalha subsequente foi alterada, mesmo quando ele deveria aprovar as mudanças no roteiro, então sentiu que seu livro foi comprado pela United Artists apenas por seu título.
Eli Wallach lembra em sua autobiografia de 2006 "The Good, The Bad and Me", que o que ele sentiu ser uma de suas melhores cenas dramáticas em "The Misfits" foi cortada do roteiro. O personagem de Wallach sofre um baque emocional quando visita Roslyn (Marilyn Monroe), e em vez de encontrá-la, se depara com o personagem de Gable e percebe que qualquer esperança de algo com Roslyn é quebrada. Gable pediu (dentro de seus direitos contratuais) que a cena fosse removida e, quando Wallach falou com ele, Gable explicou que sentiu que "seu personagem nunca roubaria uma mulher de um amigo".

## Na cultura popular
Alguns desenhos da Warner Bros. caricaturaram Gable. Exemplos são: "Have You Got Any Castles?" (em que seu rosto aparece sete vezes dentro do romance "The House of the Seven Gables"), "The Coo-Coo Nut Grove" (em que suas orelhas batem sozinhasn), "Hollywood Steps Out" (em que ele segue uma mulher enigmática), e "Cats Don't Dance" (em que ele aparece em um outdoor, promovendo "Gone With The Wind", no lote da MGM).
Juntamente com o ator Kent Taylor, Clark Gable serviu de inspiração para o nome do alter-ego de Superman, Clark Kent.
No filme "Broadway Melody of 1938", Judy Garland (aos 15 anos) canta "You Made Me Love You" enquanto olha para uma imagem composta de Gable. As linhas de abertura são: "Caro Sr. Gable, estou escrevendo isso para você, e espero que você leia para que você saiba. Meu coração bate como um martelo, e eu gaguejo e gaguejo, toda vez que vejo você nos filmes. Acho que sou apenas mais uma fã sua, e pensei em escrever e dizer isso. Você me fez amar você, eu não queria fazer isso, não queria fazer  isso ..."
A posição de pé de Pernalonga, despreocupado e mastigando cenouras, conforme explicado por Chuck Jones, Friz Freleng e Bob Clampett, originou-se em uma cena do filme "It Happened One Night", em que o personagem de Gable se encosta em uma cerca, comendo cenouras rapidamente e falando com a boca cheia para a personagem de Claudette Colbert. Essa cena era bem conhecida enquanto o filme era popular, e os espectadores da época provavelmente reconheceram o comportamento de Pernalonga como uma paródia.
Em "Always True to You in My Fashion", de 1948, contém a letra "Mister Gable, I mean Clark / Wants me on his boat to park". ("Senhor Gable, quero dizer Clark / Me quer em seu barco para estacionar").
O filme "Monty Python and the Holy Grail" (1975) continha uma referência à representação de Gable na música interpretada pelos Cavaleiros da Távola Redonda.
O álbum de 2003 "Give Up", do The Postal Service, tem uma música intitulada "Clark Gable". O cantor quer "encontrar um amor que pareça e soe como um filme", e canta: "Eu te beijei em um estilo que Clark Gable teria admirado, achei clássico".
Gable foi retratado em vários filmes. Atores que desempenharam o papel incluem: Phillip Waldron em "It Happened in Hollywood" (1937), James Brolin em "Gable and Lombard" (1976), Larry Pennell em "Marilyn: The Untold Story" (1980), Edward Winter em "Moviola: The Scarlett O'Hara War" (1980), Boyd Holister em "Grace Kelly" (1983), Gary Wayne em "Malice in Wonderland" (1985), Gene Daily em "The Rocketeer" (1991), Bobby Valentino em "RKO 281" (1999), Bruce Hughes e Shayne Greenman em "Blonde" (2001), e Charles Unwin em "Lucy" (2003).